# Prinz-Karl-Wörth
Das Naturschutzgebiet (NSG) Prinz-Karl-Wörth liegt auf dem Gebiet der Ortsgemeinde Altrip im Rhein-Pfalz-Kreis in Rheinland-Pfalz.
Das etwa 32,0 ha große Gebiet, das seit 1983 unter Naturschutz steht, erstreckt sich nördlich von Altrip und südlich von Neckarau. Am südöstlichen Rand des Gebietes verläuft die Kreisstraße K 12, am nordwestlichen und südöstlichen Rand fließt der Rhein. Südwestlich erstrecken sich das 50 ha große NSG Neuhofener Altrhein und das 11 ha große NSG Neuhofener Altrhein (nördliche Erweiterung) und südöstlich das 55 ha große NSG Horreninsel.
Bei dem Gebiet handelt es sich um einen Auwald mit Altrheinzug und den Schluten sowie Überflutungsbereichen des Rheins. Dazu gehören reich gegliederte Auenbestände, Verlandungszonen, Schilf- und Riedflächen, Wasserflächen und Schlickbänke – ideale Lebensräume für eine artenreiche Pflanzen- und Tierwelt.